# Museo Nacional de Gwangju

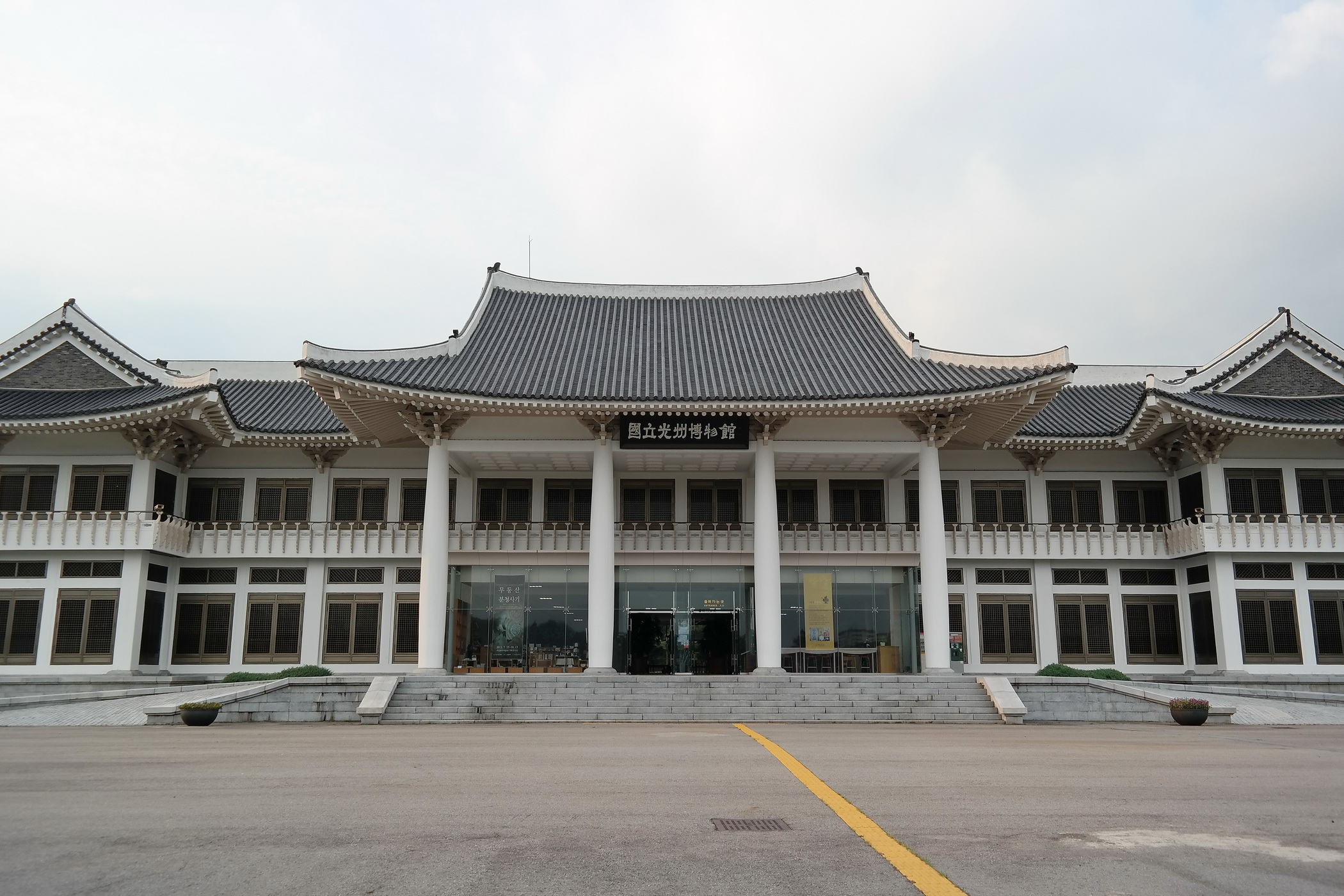
Museo Nacional de Gwangju
Hangul - 국립광주박물관
Hanja - 國立光州博物館

Museo Nacional de Gwangju es un museo nacional situado en Gwangju, Corea del Sur. El museo cuenta con ocho galerías de la exposición permanente, así como una exposición al aire libre. Las exposiciones de interior son,
- Sala de Centro
- Galería de la Prehistoria
- Galería de Tres Reinos de Corea
- Goryeo Celadon Gallery
- Joseon Buncheong Ware y Porcelana Blanca Galería
- Galería de las reliquias excavadas de Sinan
- Galería de Arte Budista
- Galería de Imágenes con la Escritura

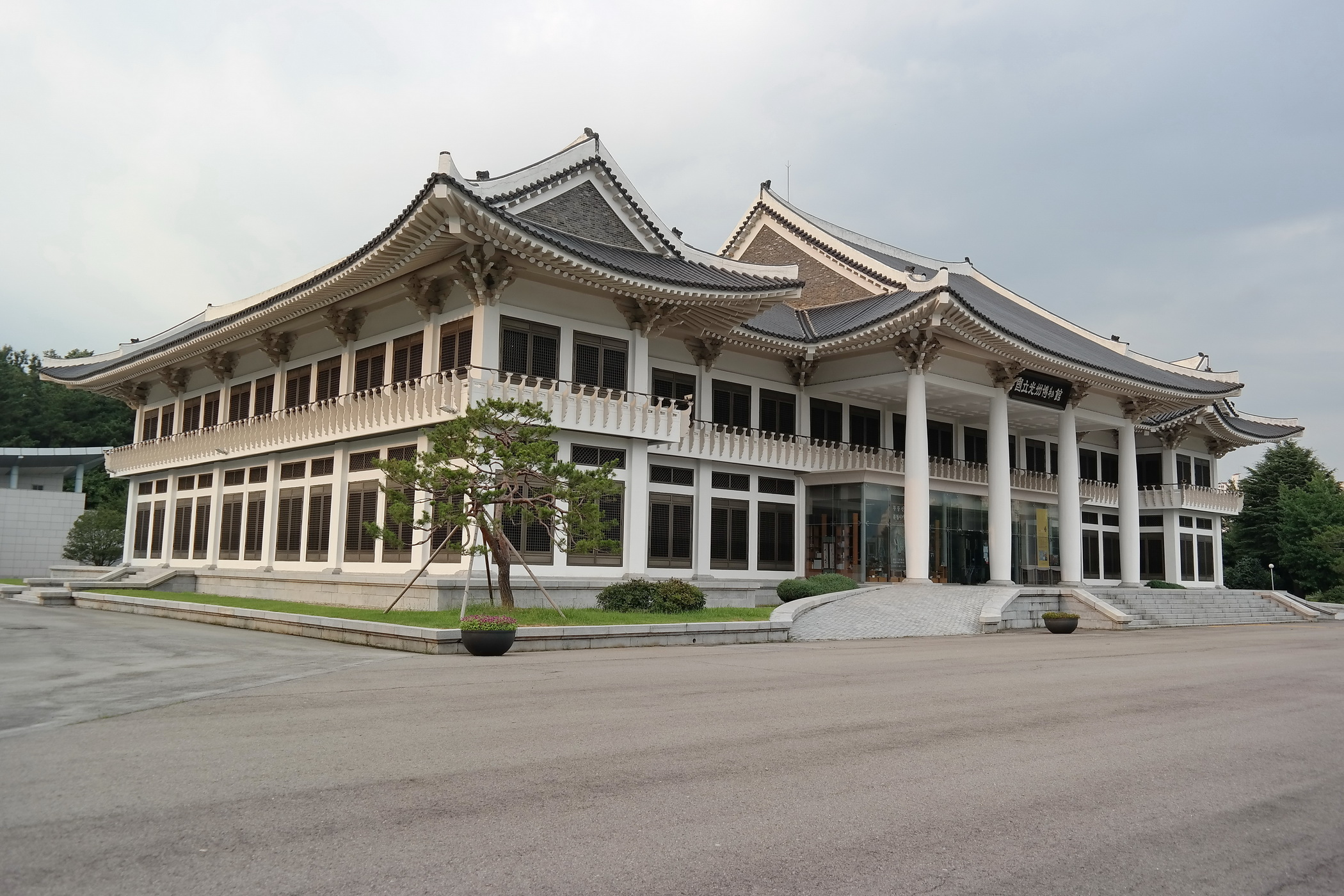
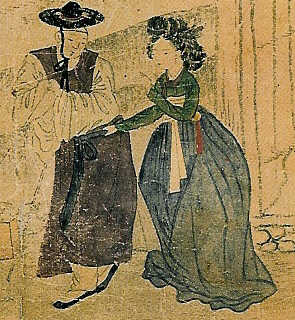
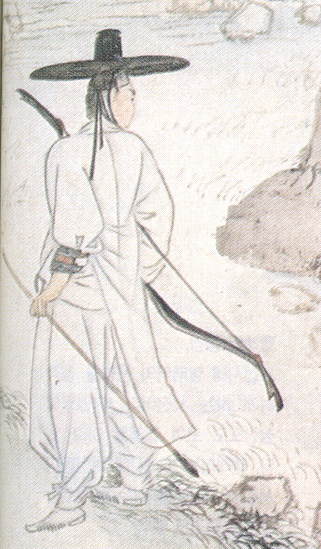
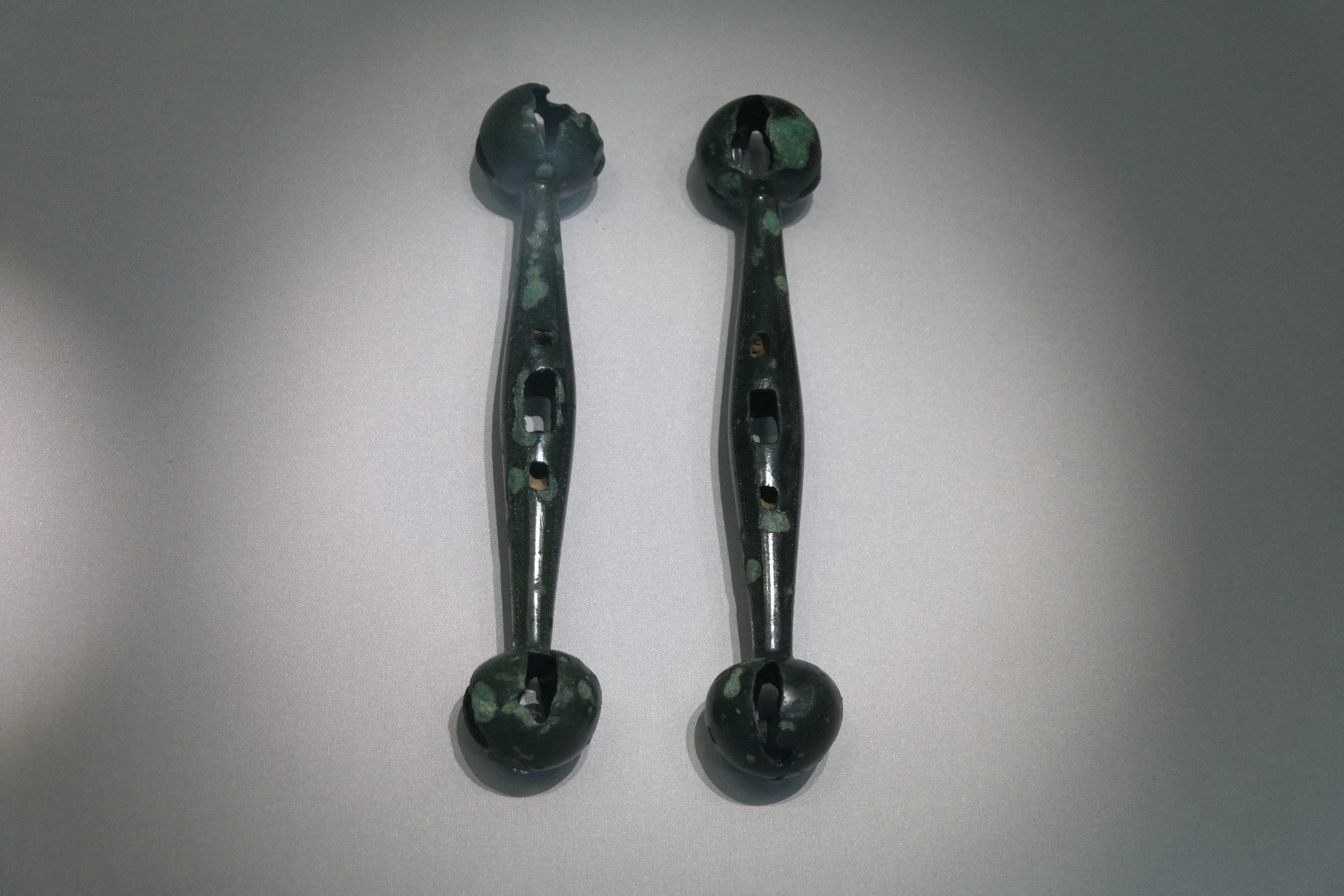